# John Danforth

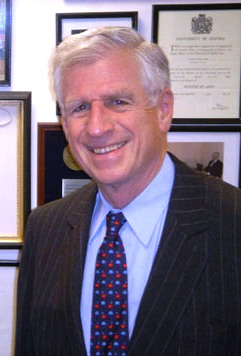
John Danforth

John Claggett Danforth (* 5. September 1936 in St. Louis, Missouri) ist ein US-amerikanischer Priester der Episkopalkirche, Jurist und Politiker.
Nach dem Studium der Rechtswissenschaften an den Universitäten Yale und Princeton wurde Danforth 1969 Justizminister (Attorney General) von Missouri. Von 1976 bis 1995 wurde er für den Staat dreimal in den US-Senat gewählt, wo er unter anderem dem Ausschuss für Wirtschaft, Wissenschaft und Transportwesen vorstand. Unter anderem setzte er sich bei der Wiederwahl im Jahr 1988 gegen den späteren Gouverneur von Missouri, Jay Nixon, mit einem Stimmenanteil von 68 Prozent durch. 1994 kandidierte er nicht mehr; seine Nachfolge trat John Ashcroft an.
Im Jahr 2000 galt der Republikaner zeitweise als George W. Bushs möglicher Kandidat für das Amt des Vizepräsidenten. Vor seiner Ernennung zum UN-Botschafter der USA 2004 war er unter anderem US-Sondergesandter im Sudan, wo er Regierung und südsudanesische Rebellengruppe Sudanese People's Liberation Movement/Army (SPLM/A) an den Verhandlungstisch bekam. Nach nur kurzer Amtszeit trat Danforth am 20. Januar 2005 bereits wieder zurück.
John Danforth ist verheiratet und hat fünf erwachsene Kinder.